# Lake Darlot
Lake Darlot är en sjö i Australien. Den ligger i delstaten Western Australia, omkring 720 kilometer nordost om delstatshuvudstaden Perth. 
Omgivningarna runt Lake Darlot är i huvudsak ett öppet busklandskap. Trakten runt Lake Darlot är nära nog obefolkad, med mindre än två invånare per kvadratkilometer. Genomsnittlig årsnederbörd är 377 millimeter. Den regnigaste månaden är januari, med i genomsnitt 88 mm nederbörd, och den torraste är augusti, med 1 mm nederbörd.